# Monoon costigerum
Monoon costigerum är en kirimojaväxtart som beskrevs av Friedrich Anton Wilhelm Miquel. Monoon costigerum ingår i släktet Monoon och familjen kirimojaväxter. Inga underarter finns listade i Catalogue of Life.